# FC Ferreiras
El FC Ferreiras es un equipo de fútbol de Portugal que milita en la Liga Regional de Algarve, la quinta liga de fútbol más importante del país. También cuenta con equipo femenino de fútbol así como las disciplinas de Danza, natación, triatlón y patinaje.

## Historia
Fue fundado el 1 de diciembre del año 1983 en la localidad de Ferreiras del consejo de Albufeira en el distrito de Faro y sus primeros 29 años de historia los pasaron en las ligas regionales de Portugal hasta que lograron el ascenso al Campeonato Nacional de Seniores para la temporada 2013/14, siendo la primera temporada del club a nivel nacional en su historia.

## Estadio
El club juega sus partidos de local en el Estádio da Nora en Ferreiras, con capacidad para 2.000 espectadores.

## Palmarés
- Liga Regional de Algarve: 2

2017/18, 2021/22

## Galería

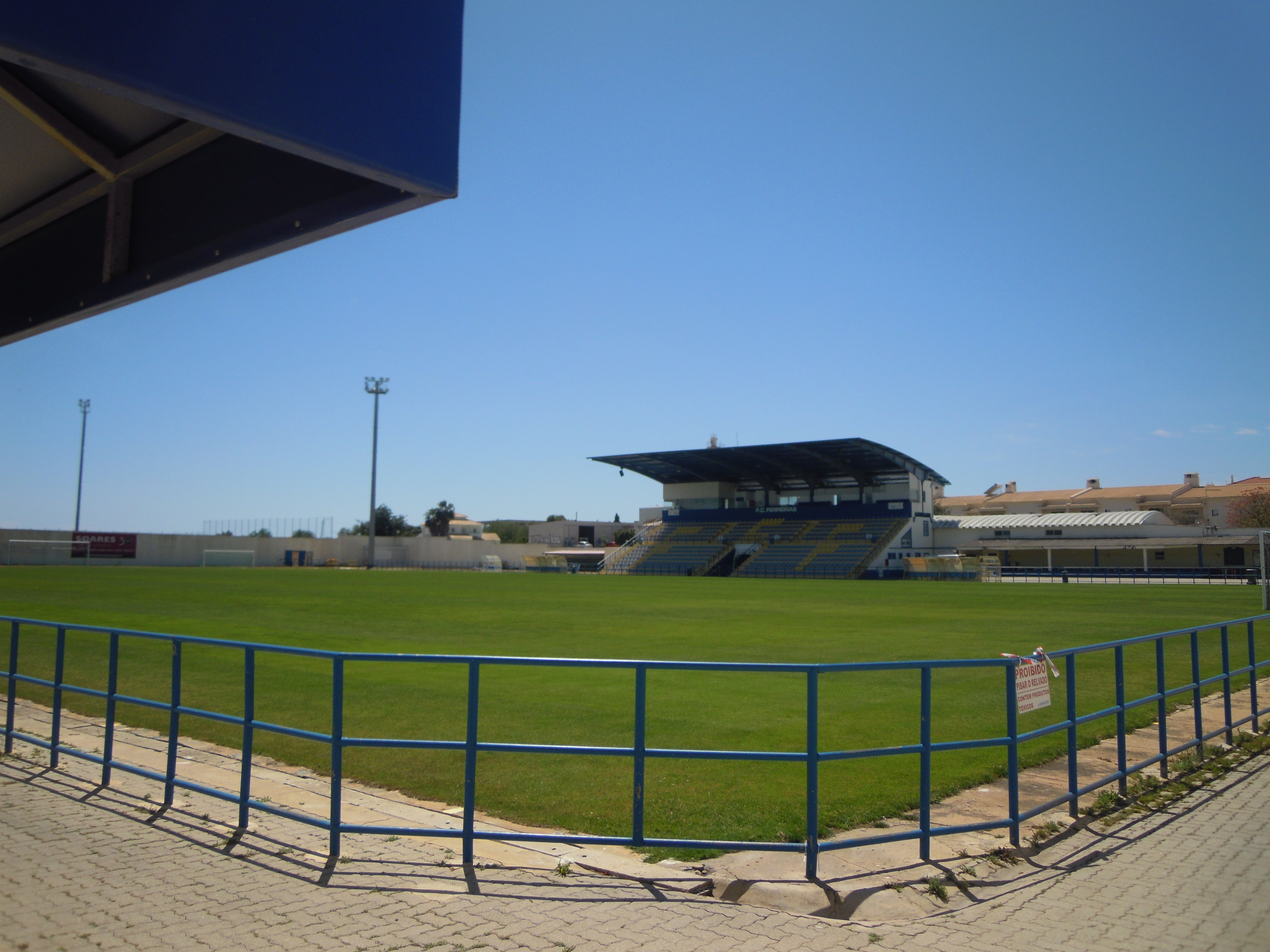
El Estádio da Nora es la sede del Futebol Club Ferreiras.
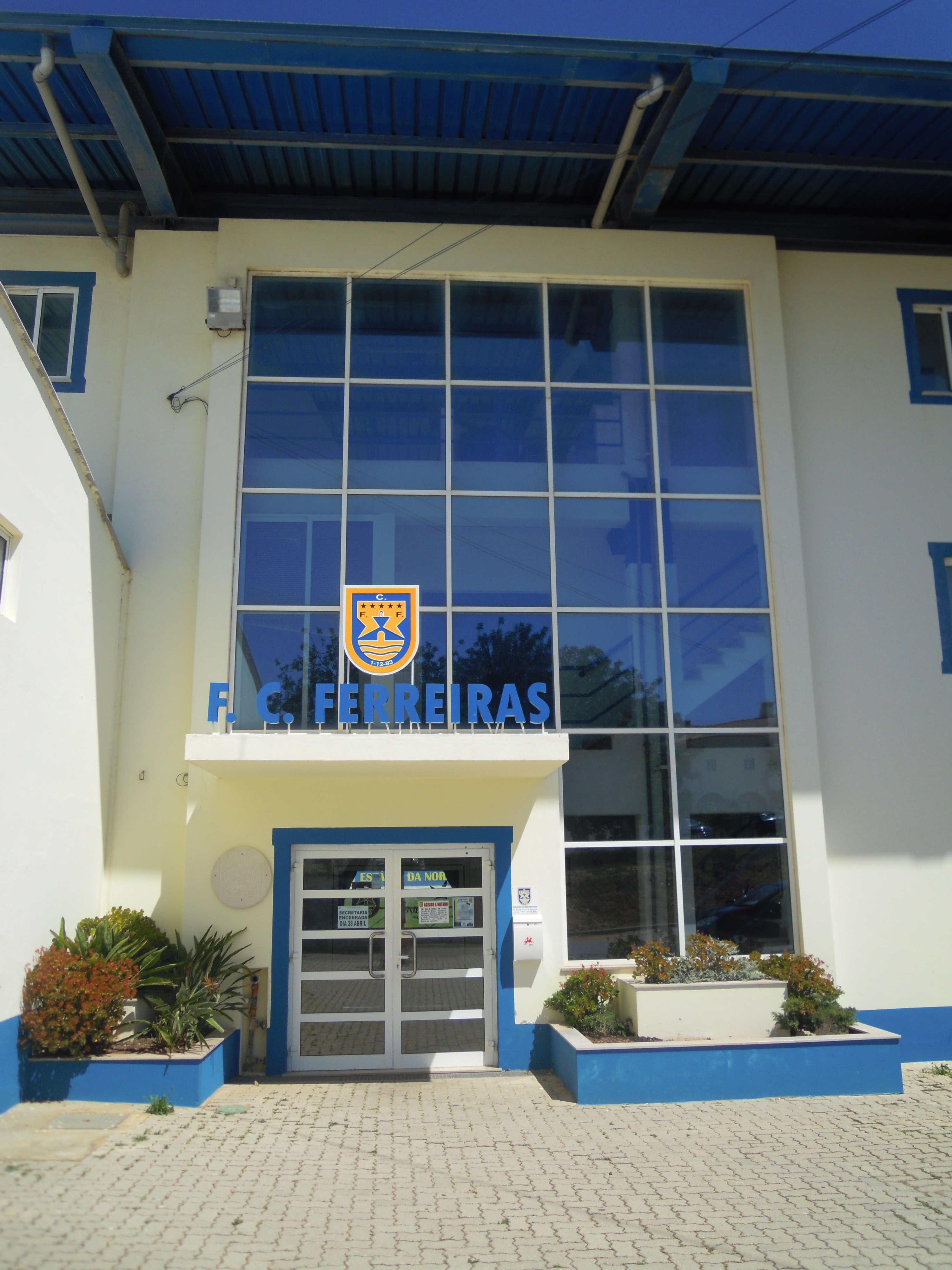
Entrada principal al estadio.
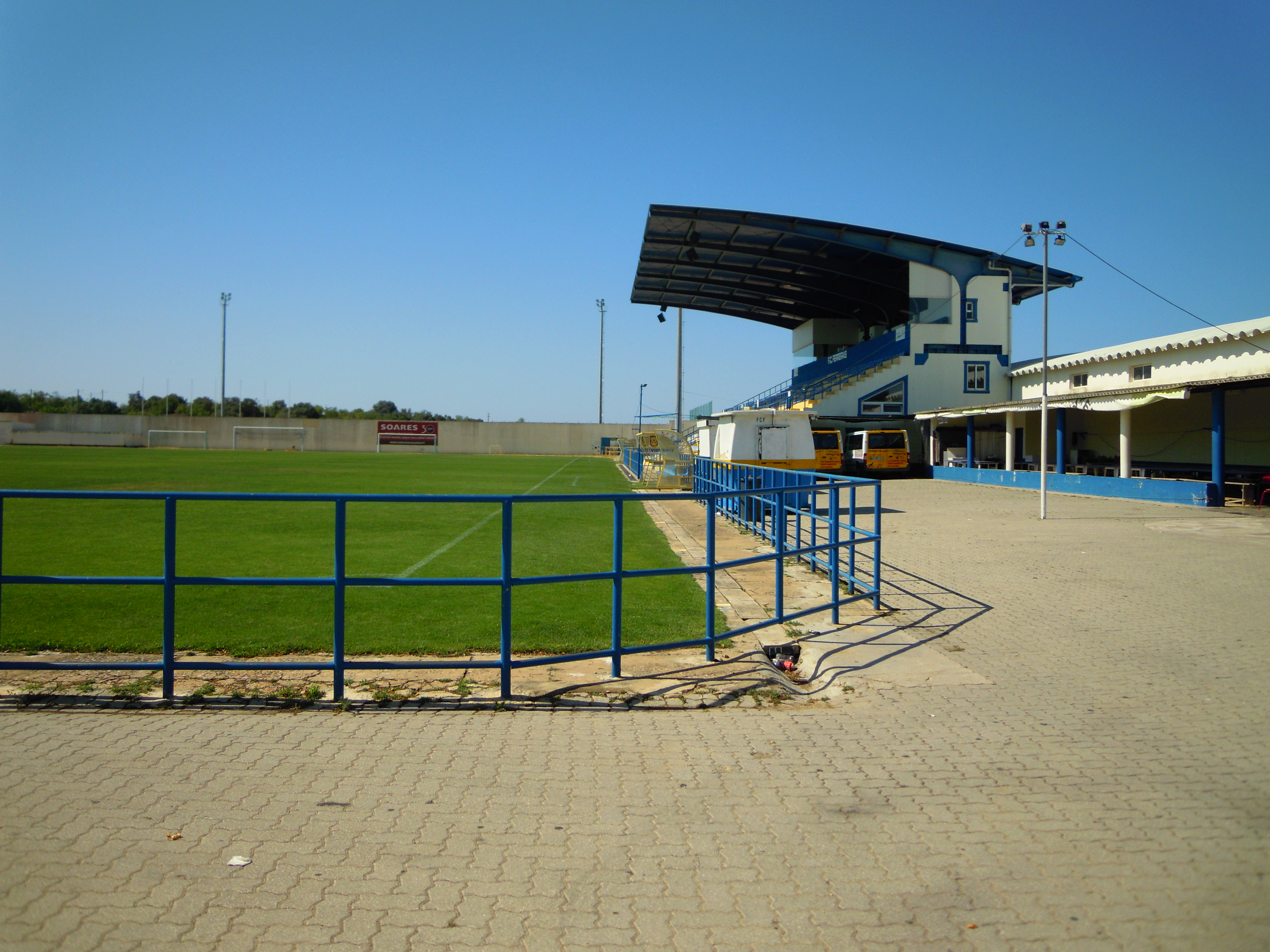
Interior del estadio.
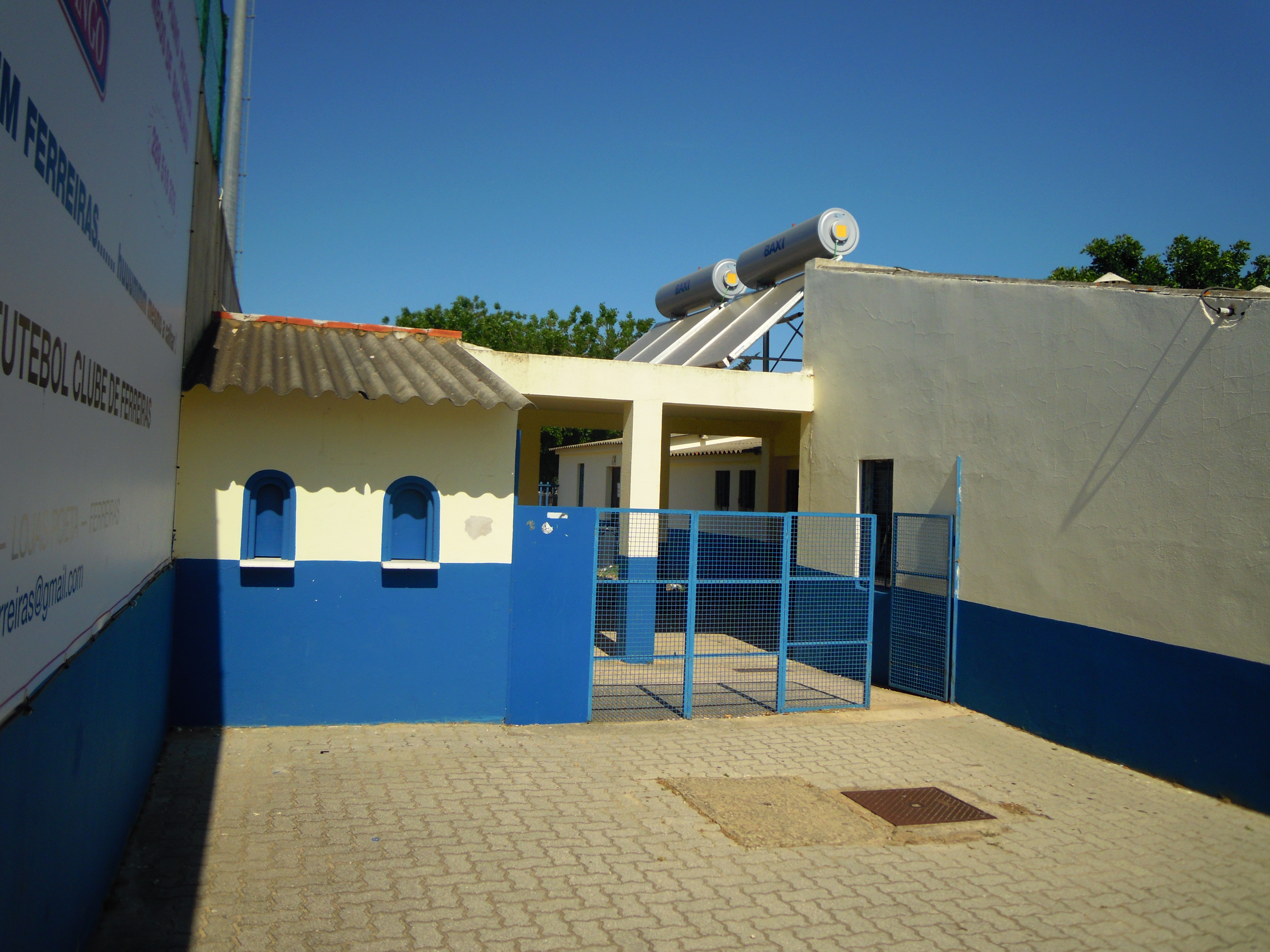
Boletería.
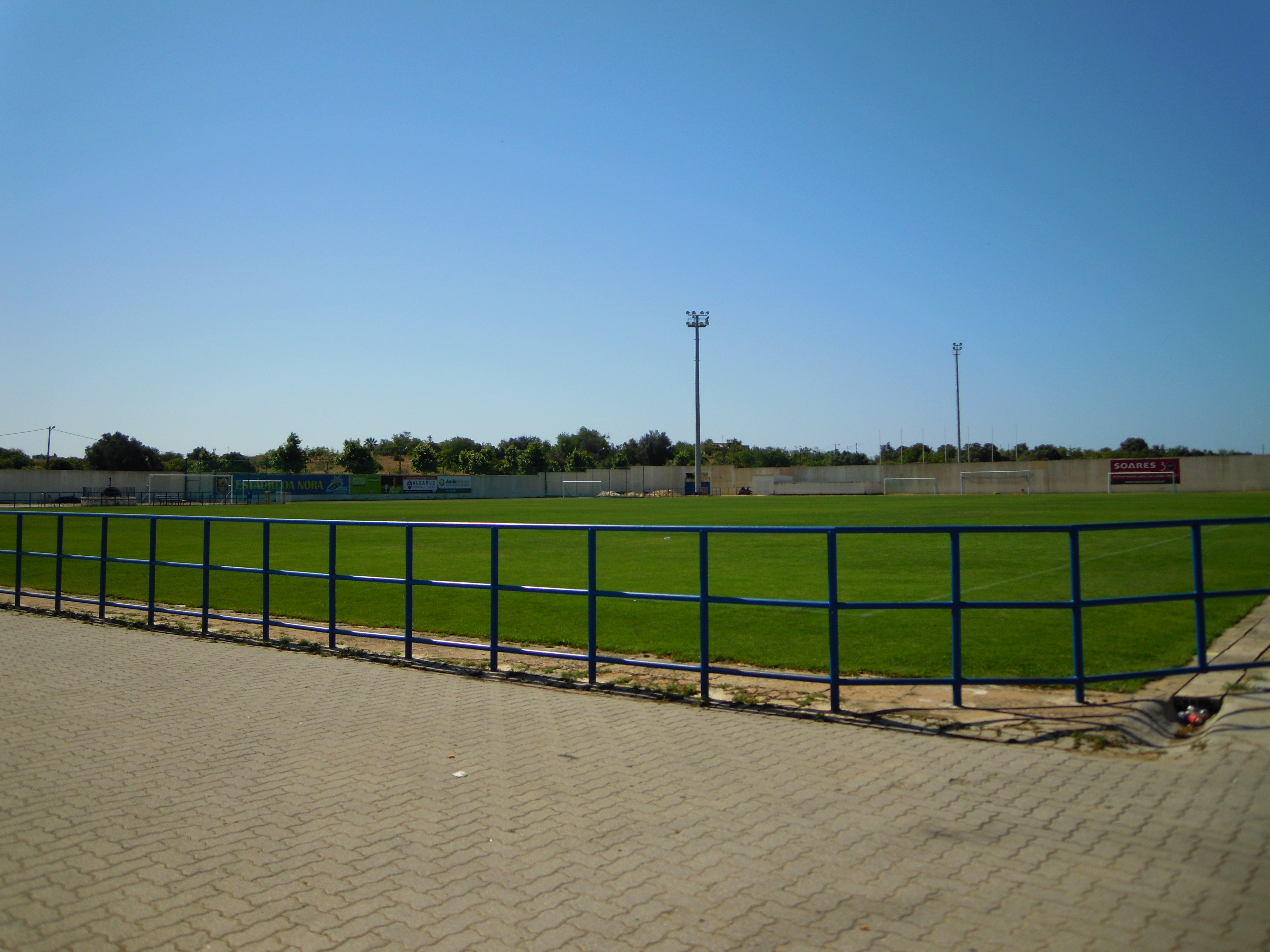
Superficie.
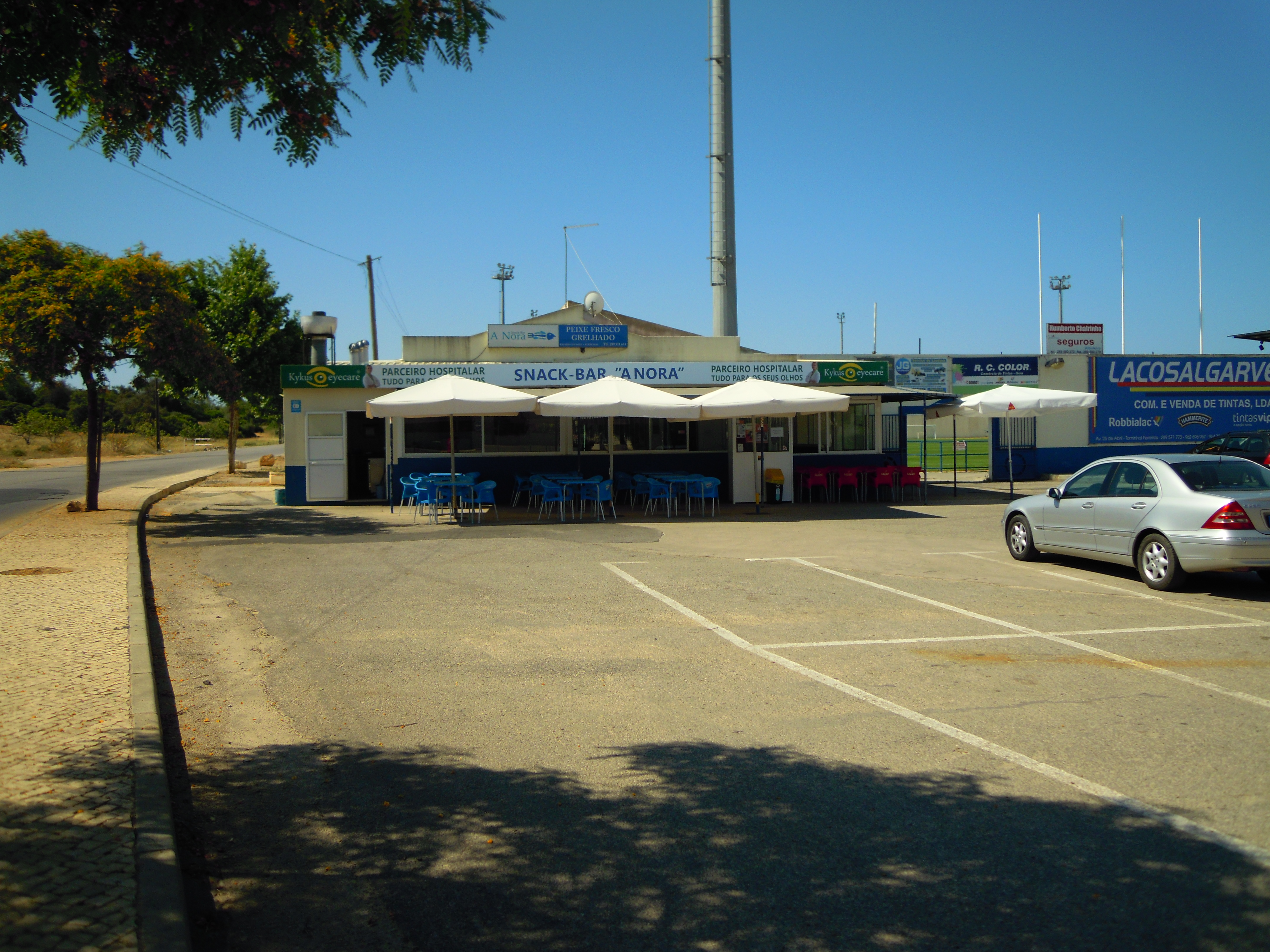
Casa club y Bar.
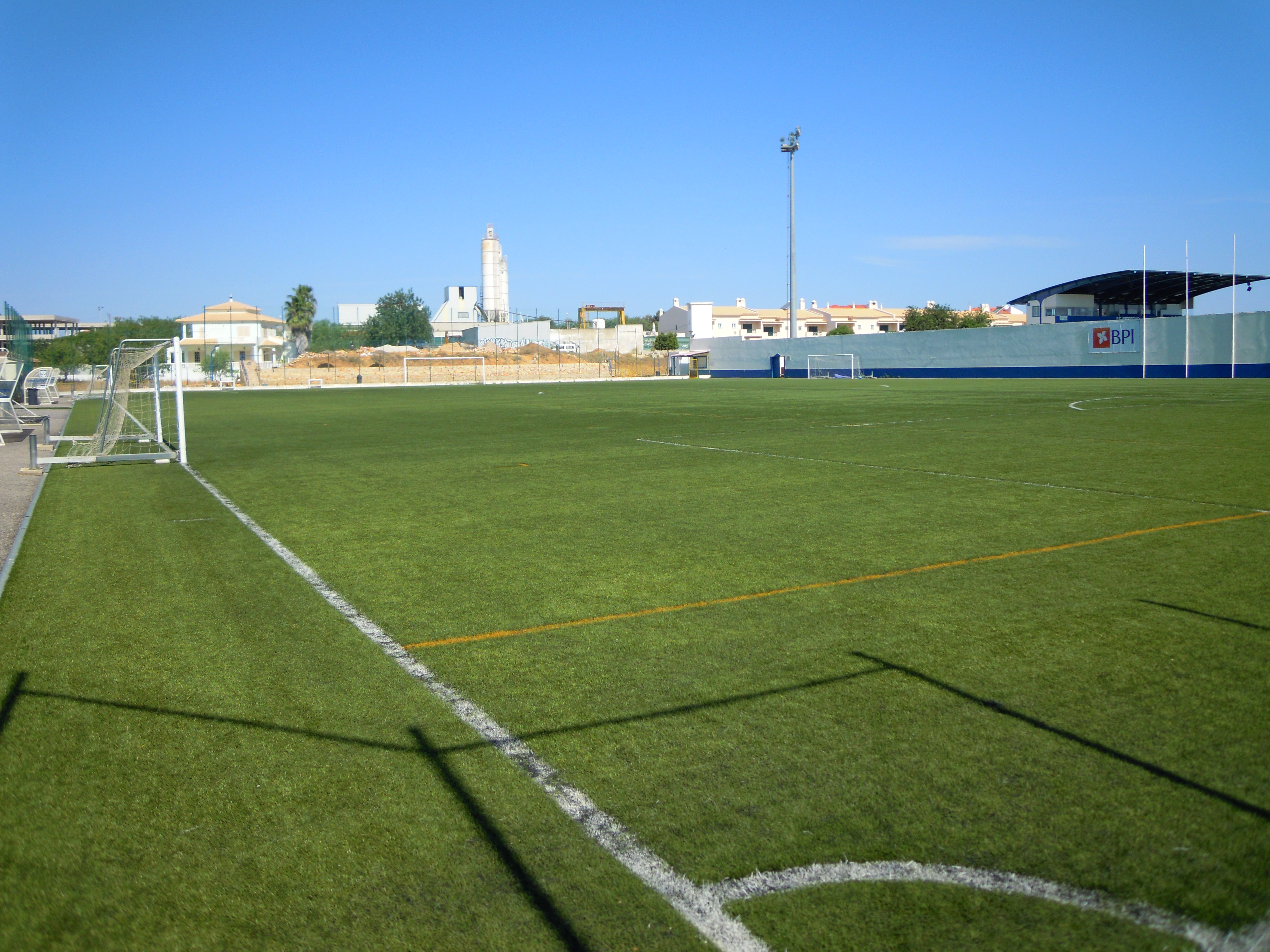
Campo de entrenamiento.